# 坛翼槐属
坛翼槐属（学名：Petaladenium），也称腺瓣槐属，是豆科的一属。

## 下属物种
本属包括以下物种：
- Petaladenium urceoliferum Ducke